# لوییز ایزتا
لوییز ایزتا (انگلیسی: Luis Izzeta؛ زادهٔ ) یک بازیکن فوتبال اهل آرژانتین است.
وی همچنین در تیم ملی فوتبال آرژانتین بازی کرده‌است.